# Metachrostis olivescens
Metachrostis olivescens là một loài bướm đêm trong họ Erebidae.